# Česko Slovensko má talent
 (août 2021).
Si vous disposez d'ouvrages ou d'articles de référence ou si vous connaissez des sites web de qualité traitant du thème abordé ici, merci de compléter l'article en donnant les références utiles à sa vérifiabilité et en les liant à la section « Notes et références ».
Česko Slovensko má Talent est une émission de téléréalité d'origine tchèque et slovaque créée en 2010 et diffusée sur les chaînes de télévision Prima TV et TV JOJ. 
Le but de l'émission est de trouver, parmi plusieurs candidats, le « talent » de l'année dans les domaines du chant, de la danse, de la magie, de l'illusion, la liste n'étant pas exhaustive. Le départage des candidats se fait sur leur prestation, jugée par un jury de personnalités. 
Il s'agit de l'adaptation, en République tchèque et Slovaquie, du concept britannique Britain's got talent créé par Simon Cowell.

## Concept
L'émission se déroule en plusieurs journées d'auditions. Après plusieurs phases d'auditions et après les demi-finales, la finale est organisée sur une seule journée et désignera le grand vainqueur qui recevra un prix de 2 500 000 Kc (couronnes tchèques), ce qui équivaut à peu près à 100 000 €.

## Déroulement

### Auditions
Pendant plusieurs journées, les candidats présentent leur numéro dont ils croient avoir le talent devant un jury composé de trois personnes. 
Ils doivent arriver au bout des trois minutes et réussir à convaincre le jury. À tout moment, les membres du jury peuvent les buzzer, s'ils ont trouvé leur numéro moyen. Si les trois membres ont tous appuyé sur leur buzzer, le candidat est obligé d'arrêter son numéro sur le champ et est éliminé directement. Si, au bout des trois minutes, le candidat ne s'est pas fait buzzer, le jury délibère et chaque membre donne un jugement positif ou négatif : il faut au minimum deux « ano » (oui) au candidat pour passer.
Le jury peut changer d'avis pendant cette réflexion, ils peuvent dire « ne »(non) même s'ils n'ont pas buzzé par exemple.

### Demi-finale
À l'issue du tour éliminatoire, les candidats qui ont reçu deux ou trois « ano » (oui) par le jury sont qualifiés pour la demi-finale. Dans cette phase, les candidats sont divisés en deux groupes. Désormais, le vote du public fait son apparition dans l'émission pour élire les finalistes. À chaque demi-finale, trois d'entre eux sont choisis par le jury, et trois d'entre eux le sont par les votes du public.
Les membres du jury peuvent encore buzzer à tout moment.

### Finale
En finale, c'est le public seul qui peut juger la prestation des candidats et élire l'incroyable talent de l'année.
Le gagnant reçoit jusqu'à 2 500 000 Kc (Couronnes tchèques) et les membres du jury ne peuvent plus buzzer

## Liste des saisons
| Saison | Première           | Finale            | Vainqueur                         | Deuxième                | Troisième             | Présentateurs                            | Jury                                                                                             |
| ------ | ------------------ | ----------------- | --------------------------------- | ----------------------- | --------------------- | ---------------------------------------- | ------------------------------------------------------------------------------------------------ |
| 1re    | 29 août 2010       | 28 novembre 2010  | Dae Men (acrobates)               | Richard Nedvěd          | Marián Zázrivý        | Martin Pyco Rausch Jakub Prachař         | Lucie Bílá Jaro Slávik Jan Kraus                                                                 |
| 2e     | 4 septembre 2011   | 27 novembre 2011  | Atai Omurzakov (danse)            | Strýc a synovec Jo-Joo  | La Gioia              | Martin Pyco Rausch Jakub Prachař         | Martin Dejdar Lucie Bílá Jaro Slávik                                                             |
| 3e     | 9 septembre 2012   | 25 novembre 2012  | Jozef Pavlusík (chanteur)         | Alex Dowis              | Andrej Kampf          | Martin Pyco Rausch Jakub Prachař         | Martin Dejdar Lucie Bílá Jaro Slávik                                                             |
| 4e     | 15 septembre 2013  | 8 décembre 2013   | Miroslav Sýkora (chanteur)        | Alena Smolíková a Jerry | Miroslav Bruice Žilka | Martin Rausch Jakub Prachař              | Leoš Mareš Lucie Bílá Jaro Slávik                                                                |
| 5e     | 1er septembre 2015 | 21 novembre 2015  | Gyöngyi Bodišová (chanteuse)      | Big Names               | Juraj Hnilica         | Marcel Forgáč Milan Zimnýkoval           | Jakub Prachař Diana Mórová Lucie Bílá Jaro Slávik                                                |
| 6e     | 4 septembre 2016   | 27 novembre 2016  | ACT 4 Slovakia (vélo acrobatique) | Martin Vetrák           | Tumar                 | Marcel Forgáč Milan Zimnýkoval           | Jaro Slávik Jakub Prachař Diana Mórová Lucie Bílá                                                |
| 7e     | 31 août 2018       | 1er décembre 2018 | Nikoleta Šurinová (batteur)       | Boki                    | Růžena Kováčová       | David Gránský Lujza Garajová Schrameková | Jaro Slávik Jakub Prachař Diana Mórová Marta Jandová                                             |
| 8e     | 30 août 2019       | 7 décembre 2019   | Margaréta Ondrejková (chanteuse)  | Samuel Rychtář          | Volha Safronova       | David Gránský Lujza Garajová Schrameková | Jaro Slávik Jakub Prachař Diana Mórová Marta Jandová Jiřina Bohdalová (en tant que Jury spécial) |
| 9e     | 3 septembre 2021   | 11 décembre 2021  | Diamonds (acrobate)               | Dominika Titková        | Noro Grofčík          | David Gránský, Jasmina Alagič            | Jaro Slávik Jakub Prachař Diana Mórová Marta Jandová                                             |